# Mount Fernow
Mount Fernow je s nadmořskou výškou 2 819 metrů nejvyšší hora Entiat Mountains, které je součástí Severních Kaskád, respektive Kaskádového pohoří.
Mount Fernow leží v severní části Chelan County, na severu státu Washington.
Hora je vzdálená 9,5 kilometrů jižně od dalšího z hlavních vrcholů ve Washingtonu Bonanza Peak a okolo 20 kilometrů východně od druhé nejvyšší hory Severních Kaskád Glacier Peak.
Hora je pojmenovaná po Bernardu Fernowi, německém imigrantovi zabývajícím se lesnictvím, ke konci 19. století šéfovi vládní agentury United States Forest Service.